# Jazz-Schmiede

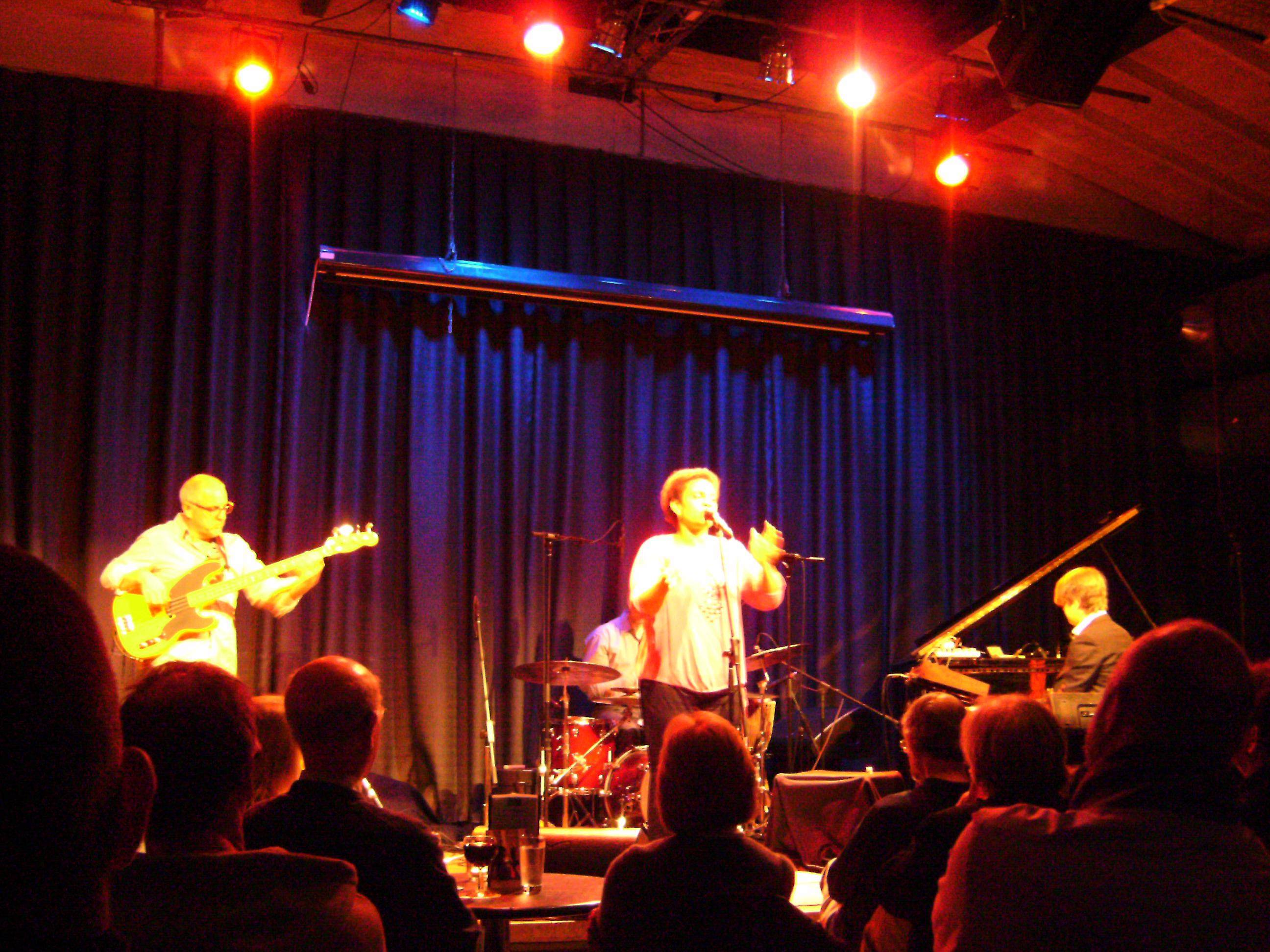
Cécile Verny Quartet in der Jazz-Schmiede am 2. Dezember 2011

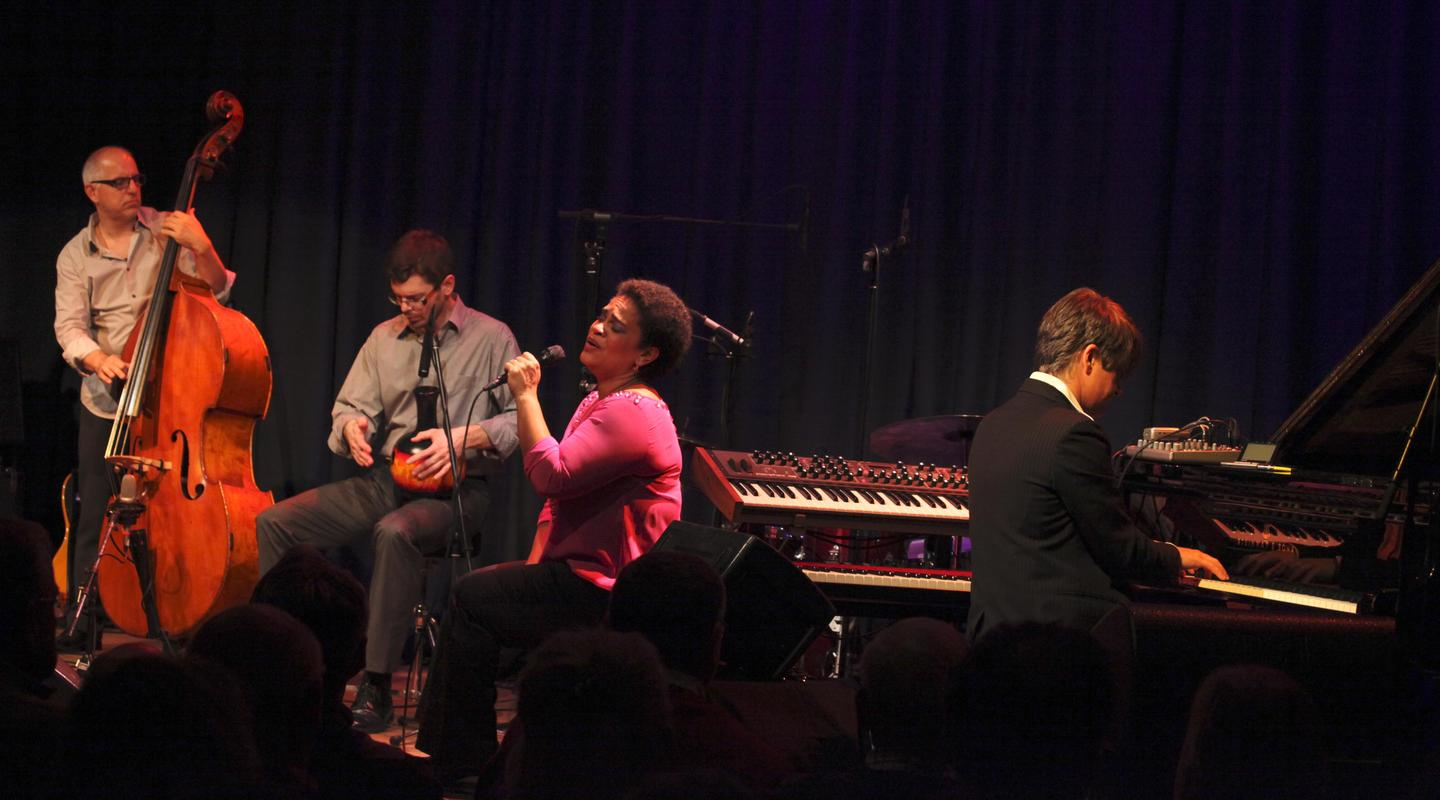
Cécile Verny Quartett 2. Dezember 2011

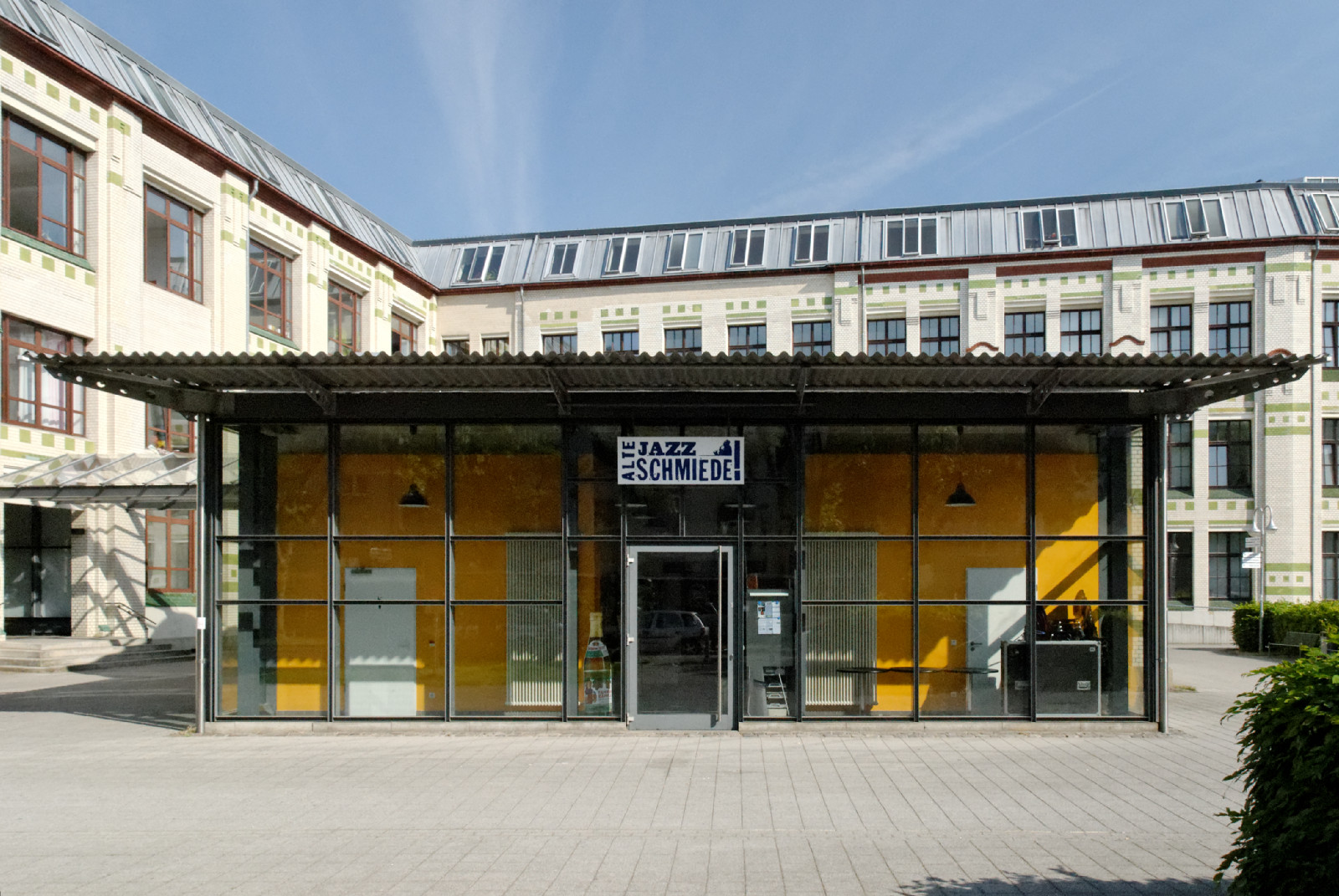
Die Jazz-Schmiede besitzt seit der Sanierung eine moderne Glasfront;
im Hintergrund der Salzmannbau

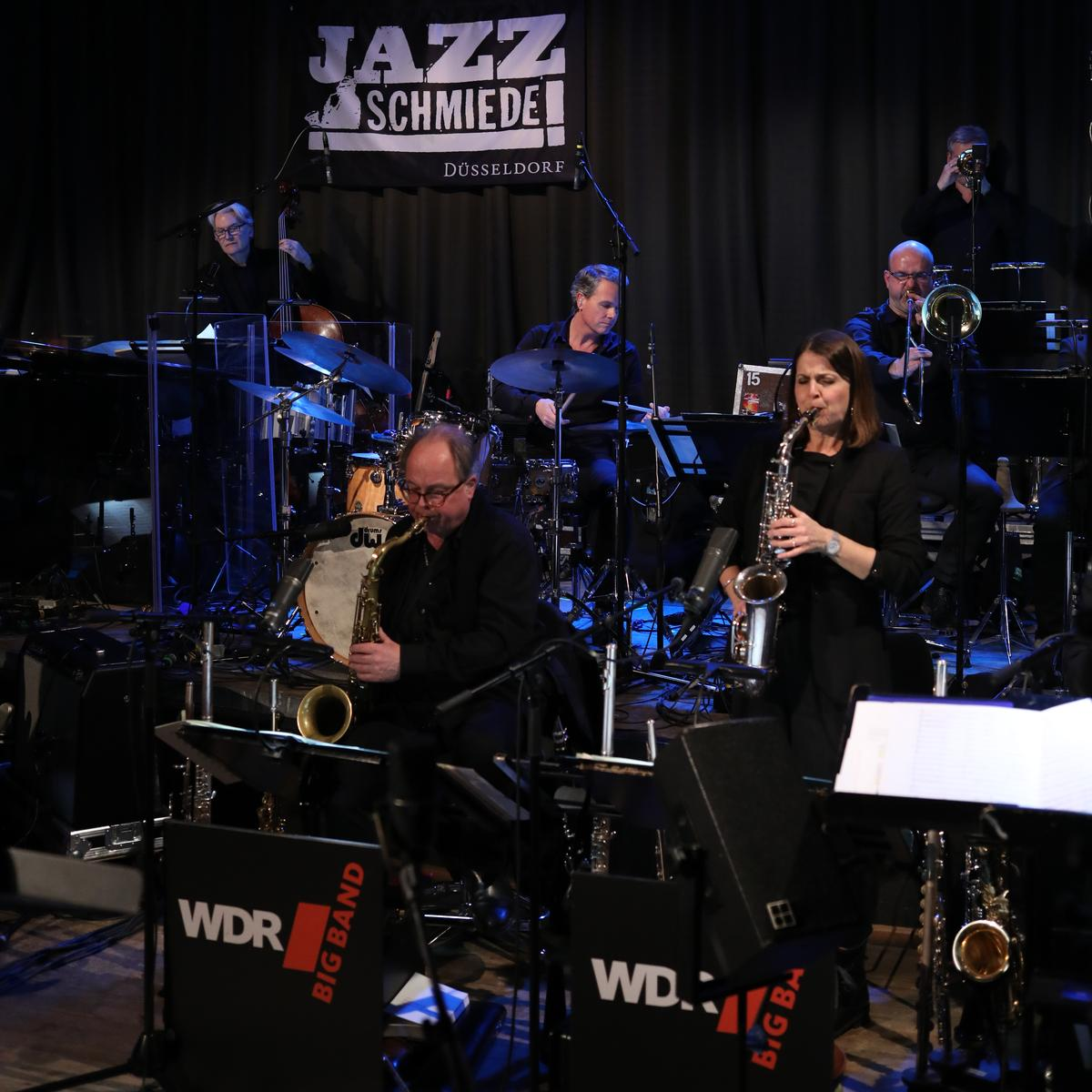
WDR Big Band in der Jazz-Schmiede, 8. Feb. 2019 (links)

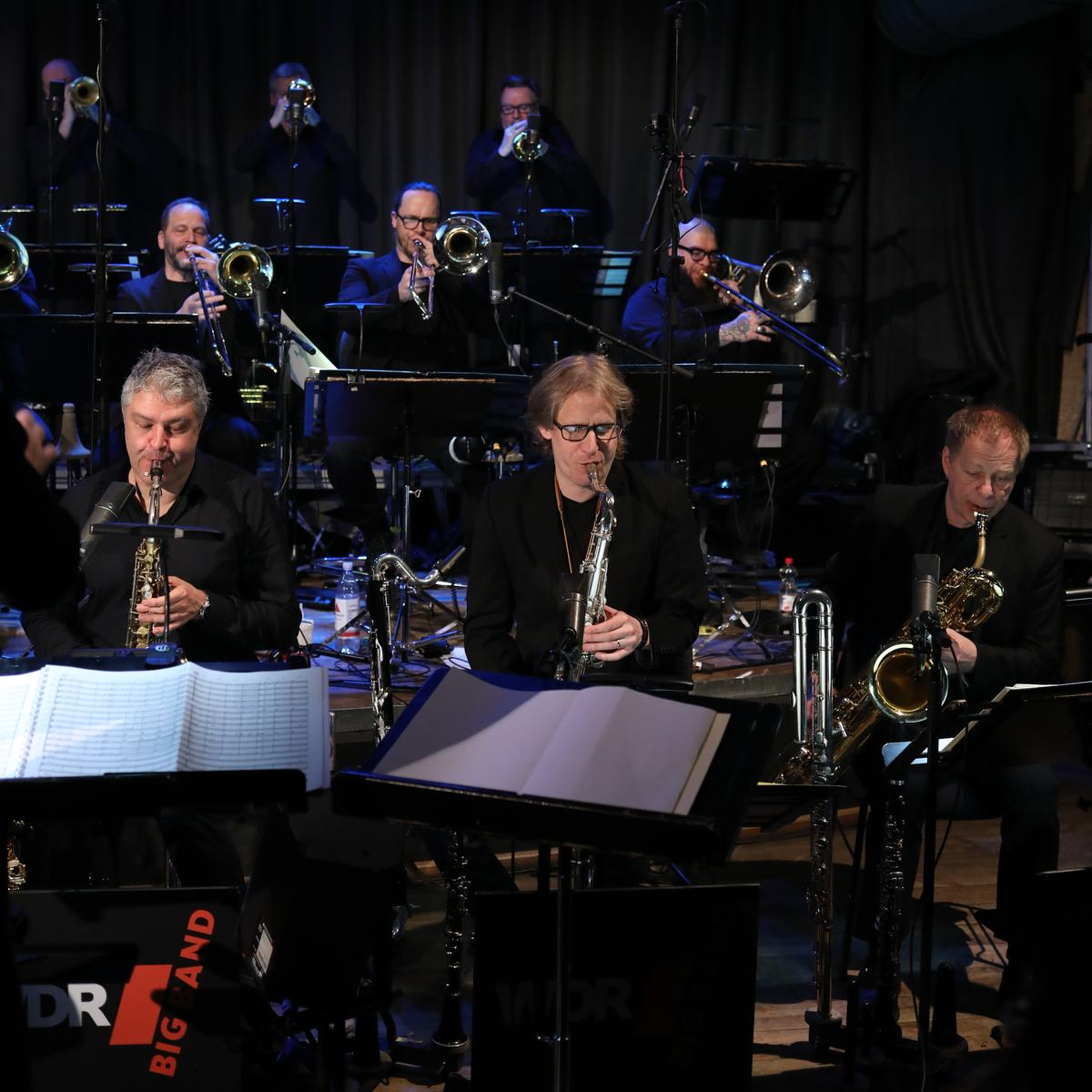
WDR Big Band in der Jazz-Schmiede, 8. Feb. 2019 (rechts)

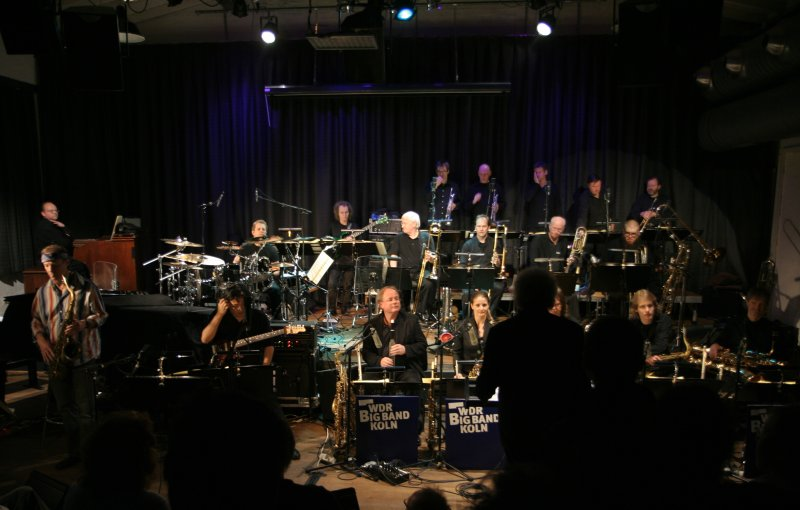
Bill Evans mit der WDR Big Band und Dave Weckl in der Jazz-Schmiede, 28. Feb. 2008

Die Jazz-Schmiede ist ein Veranstaltungsort für Jazz- und Weltmusik-Konzerte in Düsseldorf. Er befindet sich im südlich der Innenstadt gelegenen Stadtteil Bilk unweit des Klinikums der Heinrich-Heine-Universität.

## Geschichte
Das Gebäude der Jazz-Schmiede ist Teil des denkmalgeschützten Ensembles Salzmannbau, eines ehemaligen Industriegeländes aus der Gründerzeit, und fungierte seinerzeit als Schmiede. Es wurde im Zuge einer Sanierung im Jahr 1994 nach Plänen des Architekten (und Gründungsmitglieds des Jazz in Düsseldorf e. V.) Heiner Siefert zu einem kleinen Konzertsaal mit Sanitär-, Umkleide- und Lagerräumen umgebaut, der maximal 200 Besuchern Platz bietet. Zum Betriebskonzept gehört ein eigener Flügel, eine teilweise mit Tischen ausgestattete Bestuhlung sowie ein im Saal selbst befindlicher Tresen zur Bewirtung.
Um die Jazz-Schmiede zu ermöglichen, wurde 1994 der Jazz in Düsseldorf e. V. gegründet, initiiert vom Schlagzeuger Peter Weiss. Der Verein begleitete den Umbau des Gebäudes zu einem Konzertsaal und verantwortet seit September 1995 den Veranstaltungsbetrieb, der vor allem aus Konzerten besteht, aber auch zusätzliche Nutzungen wie Theateraufführungen beinhaltet. In seiner Satzung nennt der Verein als Ziel die „Belebung der Düsseldorfer Jazz-Szene“. Peter Weiss, der seit Anfang der 1990erjahre auf einen neuen Jazz-Club in Düsseldorf hingearbeitet hatte, ist langjähriger Vorstandsvorsitzender des Vereins. Seit 2000 ist die Institution Jazz-Schmiede fester Bestandteil im Haushalt der Stadt Düsseldorf.

## Ausrichtung und Programm
Pro Jahr finden mindestens 50 Konzerte in der Jazz-Schmiede statt: Moderner und zeitgenössischer Jazz, Weltmusik und Mischformen, von kleinen Formationen bis Big Bands, von regionalen bis internationalen Musikern. Hinzu kommen die wöchentliche Jam-Session (außer in der Sommerpause) und weitere Veranstaltungen. Bereits in den ersten acht Jahren ihres Bestehens spielten in der Jazz-Schmiede nebst vielen anderen Tommy Flanagan, das Roy Haynes Trio, die WDR Big Band, The Fensters, Till Brönner, das European Jazz Ensemble, Charlie Mariano, Lee Konitz. Später traten u. a. auf: Bill Evans, Dave Weckl, Steve Gadd, Jimmy Cobb, Randy Brecker, Brian Blade, Chris Potter, Ernie Watts, James Moody, Al Foster, Sheila Jordan und Pablo Held. Mehrfach oder gar regelmäßig, in wechselnden Formationen, spielten hier unter anderen die Pianisten Xaver Fischer, Martin Sasse, Omer Klein, Laia Genc und Sebastian Gahler, die Gitarristen Philipp van Endert und Axel Fischbacher, der Bassist André Nendza, das Cécile Verny Quartet, die Vibraphonisten Mathias Haus und Tom Lorenz, die Saxophonisten Paul Heller, Karolina Strassmayer, Reiner Witzel und Angelika Niescier, die Sängerinnen Sabine Kühlich, Inga Lühning, Fay Claassen, Lisa Bassenge, Hannah Köpf und Tamara Lukasheva, die Big Bands WDR Big Band und Six8tyOne, sowie die Schlagzeuger Jeff Hamilton und Peter Baumgärtner, der auch über zehn Jahre lang das Freitags-Konzertprogramm kuratierte.
Zusätzlich organisiert der Jazz in Düsseldorf e. V. gemeinsam mit dem Eine Welt Forum Düsseldorf jeden Sommer die Konzertreihe Jazz und Weltmusik im Hofgarten.

## Auszeichnungen / Preise
Das Programm der Jazz-Schmiede hat zahlreiche Auszeichnungen erhalten, so u. a. mehrfach den Spielstättenpreis des Landes NRW und vier Mal den „Applaus“ Bundesspielstättenpreis.

## Rundfunk-Aufzeichnungen
Seit 1996 werden in der Jazz-Schmiede regelmäßig Rundfunkmitschnitte aufgezeichnet und ausgestrahlt, so Konzerte der WDR Big Band und weitere Jazz-Konzerte vom WDR-Hörfunk und WDR-Fernsehen und vom Deutschlandfunk.

## Publikationen des Jazz in Düsseldorf e.V.
- CD-Edition: Aufnahmen aus der Jazz-Schmiede und ihrem musikalischen Umfeld; bisher 8 CDs, herausgegeben vom Label Jazzsick Records.[24]
- Jazz City Duesseldorf. Die Geschichte des Jazz in Düsseldorf im 20. Jahrhundert, Ausstellungskatalog, Stadtmuseum Düsseldorf, 2003, 100 Seiten, Auflage: 1500.
- 20 Jahre Jazz-Schmiede Düsseldorf – Eine Chronik, Hrsg. Jazz in Düsseldorf e. V., 2015, 40 Seiten, Auflage: 750.[25]